# David O. Selznick

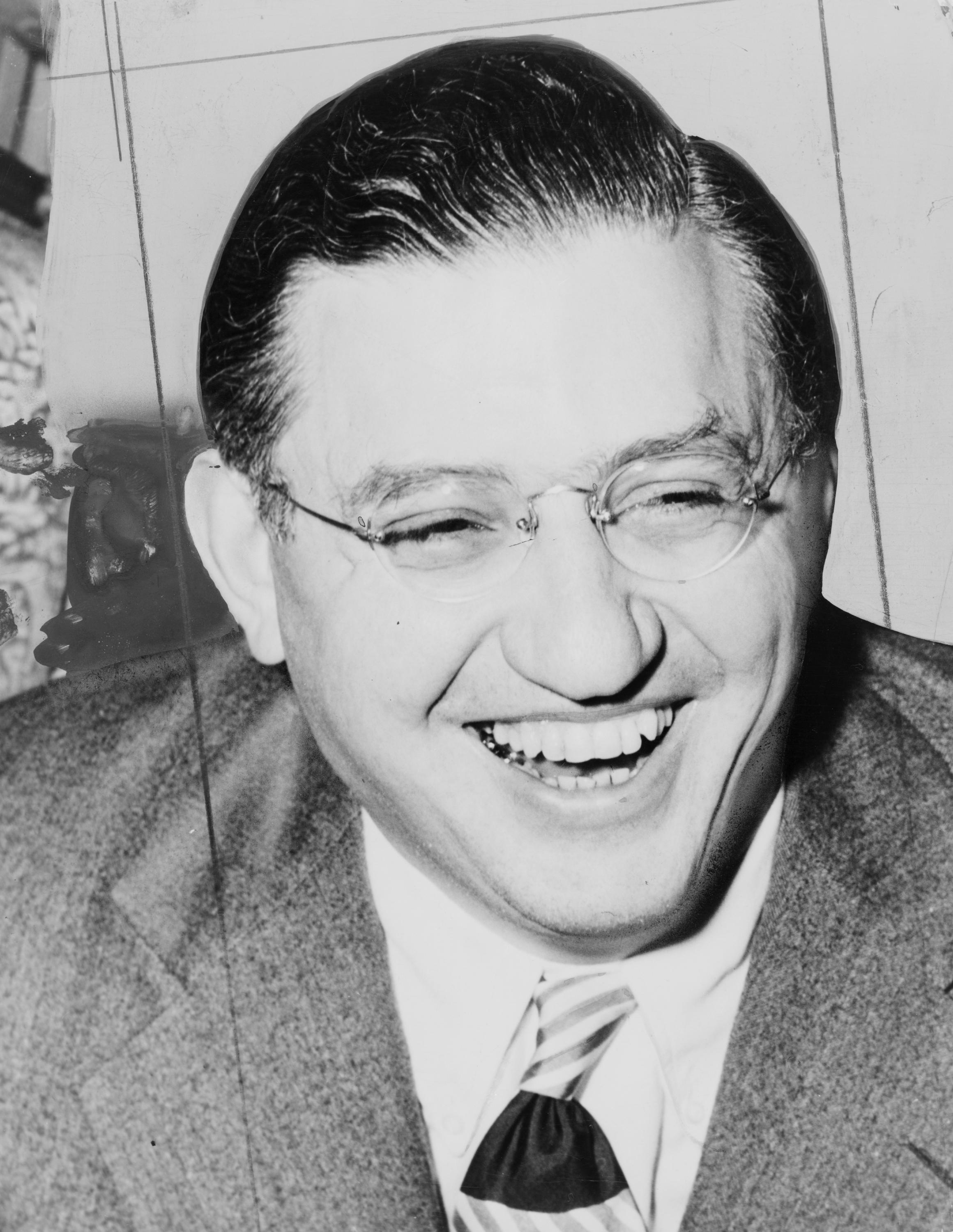
David O. Selznick (1940)

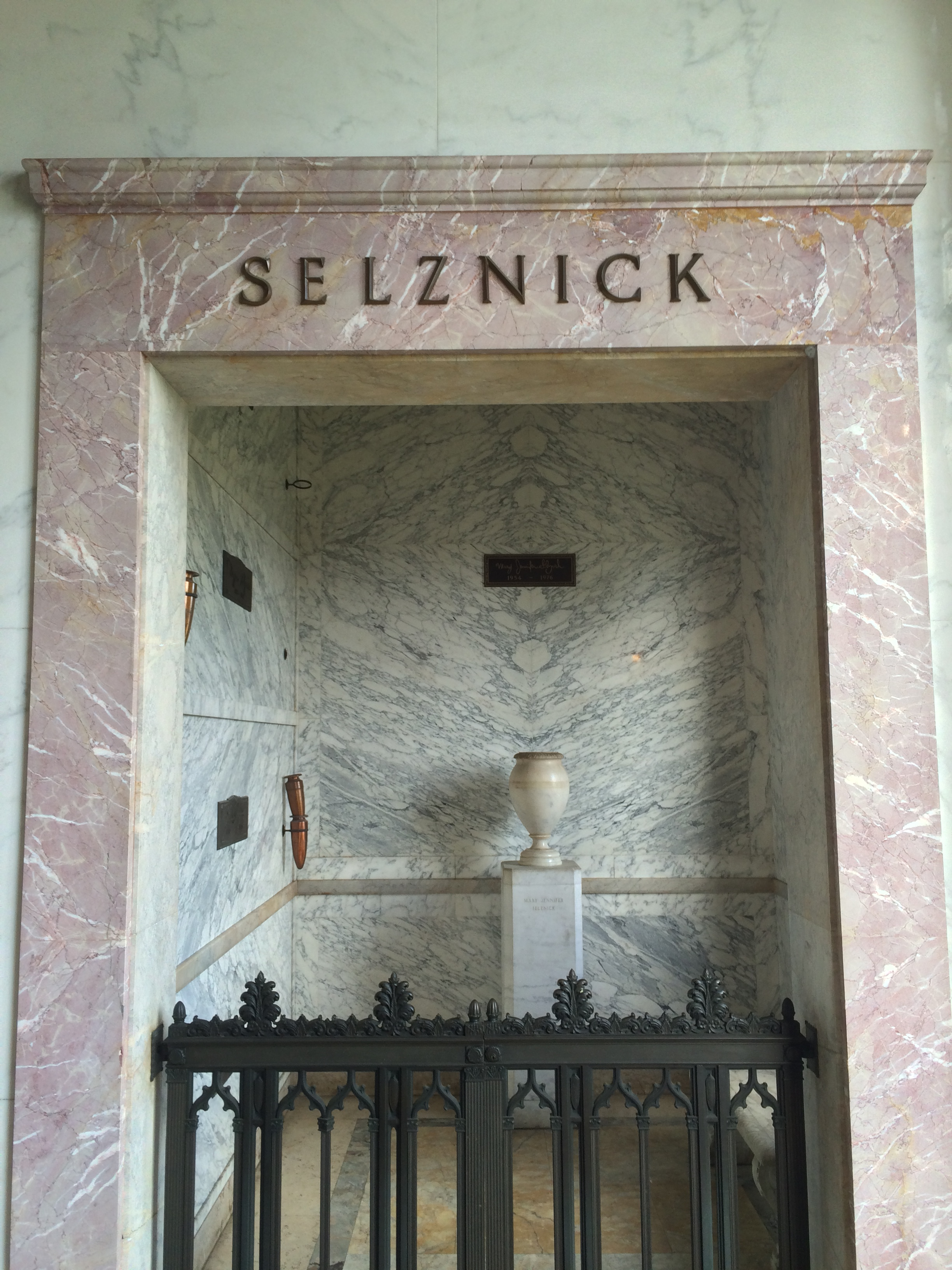
Selznicks Grab im Great Mausoleum im Forest Lawn Memorial Park

David O. Selznick (geboren 10. Mai 1902 in Pittsburgh, Pennsylvania als David Selznick; gestorben 22. Juni 1965 in Hollywood, Los Angeles) war ein US-amerikanischer Filmproduzent. Zu seinen bekanntesten Filmen gehören King Kong und die weiße Frau, Vom Winde verweht, Rebecca, Ich kämpfe um dich und Duell in der Sonne. In den 1930er und 1940er Jahren besaß er sein eigenes Filmstudio, Selznick International Pictures. Er war als Perfektionist bekannt, der auch kleinste Details seiner Filme kontrollierte.

## Leben

### Herkunft
Selznick stammte aus einer jüdischen Familie. Sein Vater war der Stummfilmregisseur und -produzent Lewis J. Selznick (1869/1870–1933), sein älterer Bruder der Produzent und erfolgreiche Talentagent Myron Selznick (1898–1944). Selznick fügte aus einer Laune heraus das „O“ in seinen Namen ein.

### Karriere im Filmgeschäft
Nach einem abgebrochenen Studium an der Columbia-Universität in New York begann er in den 1920er Jahren als Drehbuchlektor und Regieassistent bei Metro-Goldwyn-Mayer (MGM). Gegen Ende der 1920er-Jahre stieg er zum Filmproduzenten auf. Im Laufe der Jahre arbeitete er für Paramount, wo er einige erfolgreiche Filme mit Ruth Chatterton produzierte, und RKO. Hier war er mit Abenteuer- und Horrorfilmen wie Graf Zaroff – Genie des Bösen, Bird of Paradise und insbesondere King Kong und die weiße Frau erfolgreich.
Nach seiner Heirat mit Irene Mayer (1907–1990), der Tochter des MGM-Studiochefs Louis B. Mayer, kehrte er 1933 zu MGM zurück. Er wurde vor allem mit dem Versprechen gelockt, einen Film mit Greta Garbo produzieren zu dürfen. Beide einigten sich auf den Stoff von Anna Karenina. Garbo war am Ende zufrieden mit dem Film und wollte Selznick als ständigen Produzenten, doch er beschloss nach weiteren Erfolgen mit den Dickens-Verfilmungen Flucht aus Paris und David Copperfield, das Studio zu verlassen. Er hatte anfangs einen schweren Stand bei MGM, da seine Mitarbeit bei dem Studio von vielen Mitarbeitern als Vetternwirtschaft seines Schwiegervaters und Studiobosses, Louis B. Mayer, angesehen wurde. Dank seiner erfolgreichen Literaturverfilmungen gewann Selznick zwar Respekt, stand aber weiterhin im Schatten des MGM-Starproduzenten Irving Thalberg.
Im Jahr 1936 gründete Selznick seine eigene Produktionsfirma, die Selznick International Pictures, deren Produktionen United Artists an die Lichtspielhäuser verlieh. Hierdurch hoffte der als Perfektionist bekannte Selznick, außerhalb der großen, pragmatisch agierenden Filmstudios seine eigenen Vorstellungen stärker umsetzen zu können. Der erste Selznick-International-Film Der kleine Lord mit Kinderstar Freddie Bartholomew, den er für David Copperfield entdeckt hatte, brachte gleich einen Gewinn. Mit weiteren Erfolgen wie dem Abenteuerfilm Der Gefangene von Zenda, dem Hollywood-Drama Ein Stern geht auf sowie dem Liebesfilm Intermezzo, der das amerikanische Filmdebüt der von ihm nach Hollywood verpflichteten Ingrid Bergman darstellte, konnte sich Selznicks Studio etablieren.
Selznicks größter Erfolg wurde 1939 nach fast dreijähriger Vorbereitung der Filmklassiker Vom Winde verweht, der mit einem Budget von fast vier Millionen US-Dollar einer der bis dato teuersten Filme war. Er hatte 1936 die Rechte an dem zugrundeliegenden Roman noch vor dessen Erscheinen für 50.000 US-Dollar gekauft. Die ersten im Film verwendeten Bilder entstanden 1938. Zu diesem Zeitpunkt wollte Selznick sein Studiogelände neu bebauen und ließ es daher völlig niederbrennen; die Aufnahmen davon verwendete er für den Brand von Atlanta in Vom Winde verweht. Der Film gewann zehn Oscars, darunter die Auszeichnung als bester Film des Jahres, und gilt bis heute inflationsbereinigt als der erfolgreichste Film aller Zeiten. Vor allem Selznick selbst hielt das aufwendige Filmprojekt zusammen, das unter anderem drei Regisseure verschliss und diverse Drehbuchautoren beschäftigte.

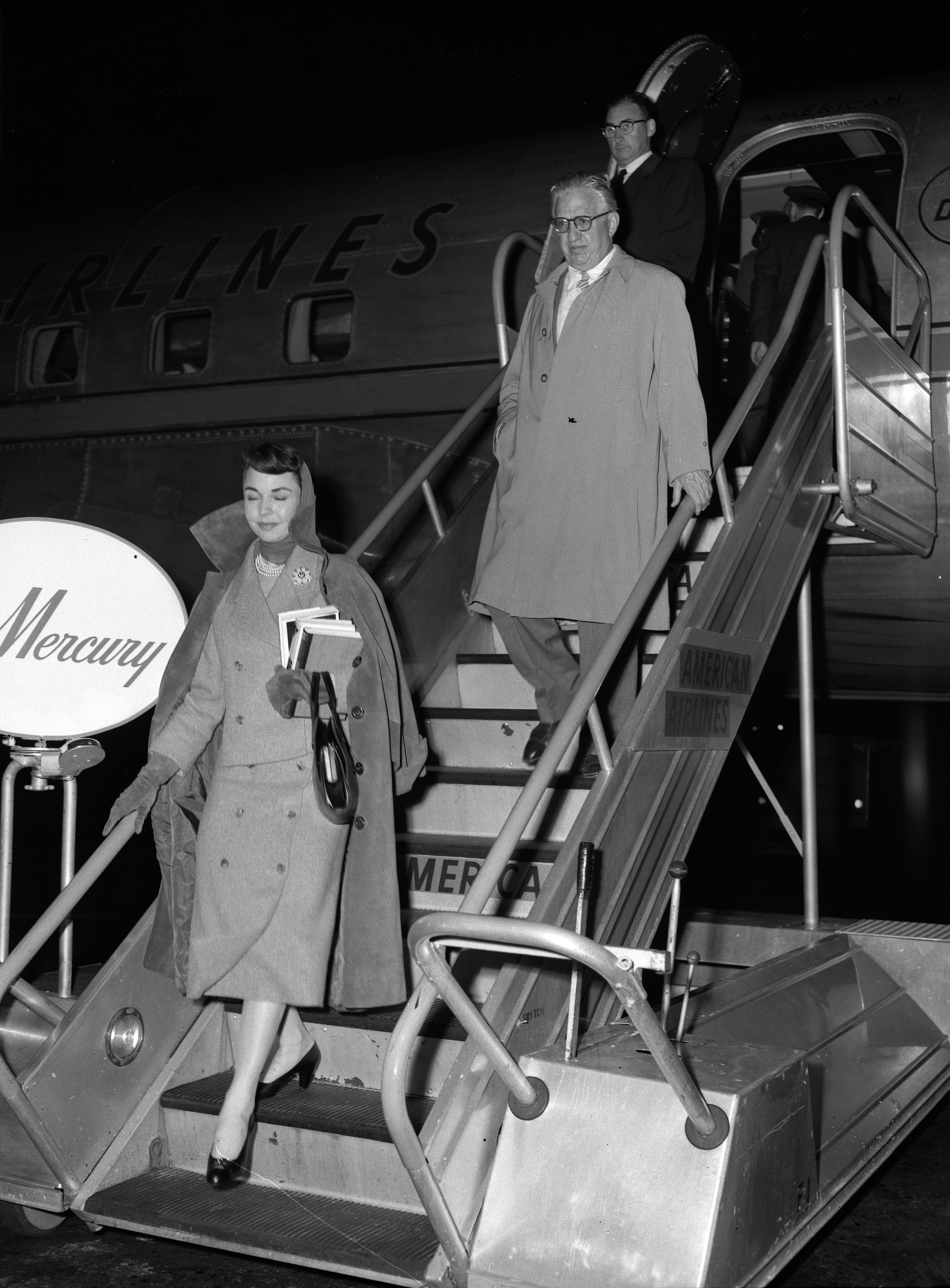
David O. Selznick und Jennifer Jones (1957)

Für die Buchverfilmung Rebecca unter der Regie von Alfred Hitchcock wurde Selznick auf der Oscarverleihung 1941 erneut mit dem Preis für den besten Film ausgezeichnet. Zuvor hatte er Hitchcock aus Großbritannien nach Hollywood verpflichtet. Hitchcock und Selznick arbeiteten bis Der Fall Paradin von 1947 noch mehrfach zusammen, wobei sie sich nach Ansicht des Biografen Leonard Leff oft ein subtiles Katz-und-Maus-Spiel um Einfluss auf die Filme lieferten. In den 1940er-Jahren hatte Selznick exklusiv Filmstars unter Vertrag, die er neben Auftritten in seinen eigenen Produktionen  entgeltlich an andere Filmstudios verlieh. Dazu zählten zeitweise etwa Ingrid Bergman, Joan Fontaine, Gregory Peck und Joseph Cotten. Bergman befand später, dass sie dieses Vorgehen, bei dem sie keinerlei Einfluss auf die jeweiligen Projekte gehabt habe, als moderne Sklaverei betrachte.
Trotz ihrer erfolgreichen Filme warf Selznicks Produktionsfirma, ein kleines Unternehmen, in dem Oligopol des Studiosystems kaum Gewinn ab, weswegen er die Auflösung in die Wege leitete. Selznick musste jedoch laut Vertrag mit United Artists weitere Filme produzieren und drehte in der Folge aufwendige und starbesetzte Stoffe wie das Heimatfrontdrama Als du Abschied nahmst, den Hitchcock-Thriller Ich kämpfe um dich und das Westernmelodram Duell in der Sonne. Insbesondere dieser aufwendig in Farbe inszenierte, teuer produzierte Film sollte an den Erfolg von Vom Winde verweht anknüpfen, was aber nur teilweise gelang. Beginnend mit Als du Abschied nahmst setzte er mehrfach seine Lebensgefährtin und spätere Ehefrau Jennifer Jones als Hauptdarstellerin seiner Filme in Szene.
Spätestens mit dem Reinfall des Fantasyfilms Jenny aus dem Jahr 1948 an der Kinokasse erwiesen sich seine Produktionen öfter als Verlustgeschäft, hinzu kamen bei ihm zunehmend gesundheitliche Probleme. Statt eigener Produktionen begann er ab den späten 1940er-Jahren daher verstärkt in der Vermarktung europäischer Filme in den USA zu arbeiten. So steuerte er 1949 für die britische, in Wien gedrehte Produktion Der dritte Mann einen Teil des Budgets und die bei ihm unter Vertrag stehenden Hauptdarsteller Joseph Cotten und Alida Valli bei, wofür er im Gegenzug die Verleihrechte des Filmes in den USA erhielt. Im Jahr 1954 versuchte sich Selznick im Fernsehen als Produzent der aufwendigen Show Light’s Diamond Jubile, die auf allen damals vorhandenen vier US-Fernsehkanälen gleichzeitig ausgestrahlt wurde. Nach dem künstlerischen wie finanziellen Misserfolg seiner Hemingway-Verfilmung In einem anderen Land mit Jennifer Jones und Rock Hudson in den Hauptrollen zog sich Selznick ab 1957 weitgehend aus dem Geschäft zurück.

### Privates und Tod
Aus seiner Ehe mit Irene Mayer hatte Selznick zwei Söhne, Jeffrey Selznick (1932–1997) und Daniel Selznick (1936–2024), die mit The Making of a Legend: ‘Gone with the Wind’ von 1988 einen Dokumentarfilm über die Entstehung von Vom Winde verweht produzierten. Nach der Scheidung von Irene Mayer im Jahr 1949 heiratete David O. Selznick im darauffolgenden Jahr Jennifer Jones, mit der er bis zu seinem Tod verheiratet blieb. Gemeinsam hatten sie eine Tochter, Mary Jennifer Selznick (1954–1976), die mit 21 Jahren Suizid beging.
Selznick starb 1965 im Alter von 63 Jahren an einem Herzinfarkt und wurde im Mausoleum des Forest Lawn Memorial Park in Glendale beigesetzt. Ein Stern auf dem Hollywood Walk of Fame, Höhe 7000 Hollywood Blvd., erinnert an ihn.

## Arbeitsweise
Selznick sah die Aufgaben des Filmproduzenten so, dass er „an jeder Seite des Drehbuchs mitarbeiten, bei jeder Konferenz anwesend sein und jedes Detail der Produktion im Kopf haben“ müsse. Das stand im Gegensatz zu anderen Produzenten in den größeren Filmstudios, welche ihre Projekte weniger engmaschig überwachten und die kaum eine erkennbare Handschrift bei ihren Produktionen hinterließen. Selznick schrieb an wichtige Mitarbeiter in vielen Fällen täglich memos, in denen er ihnen detaillierte Anweisungen gab. Seine hohen Ansprüche und genauen Vorstellungen führten aber auch zu einem hohen Verschleiß an Regisseuren, Drehbuchautoren und anderen Filmschaffenden, die oft während der laufenden Projekte ausgetauscht wurden.

## Filmografie (Auswahl)
- 1928: Forgotten Faces
- 1929: Chinatown Nights
- 1929: Aschermittwoch (Betrayal)
- 1929: The Man I Love
- 1929: Die vier Federn (The Four Feathers)
- 1929: Artisten (The Dance of Life)
- 1930: Street of Chance
- 1930: Wiegenlied (Sarah and Son)
- 1930: Honey
- 1930: The Texan
- 1930: For the Defense
- 1930: Laughter
- 1932: The Animal Kingdom
- 1932: Symphony of Six Million
- 1932: State’s Attorney
- 1932: Westward Passage
- 1932: Eine Scheidung (A Bill of Divorcement)
- 1932: Die letzten Vier (The Lost Squadron)
- 1932: What Price Hollywood?
- 1932: Graf Zaroff – Genie des Bösen (The Most Dangerous Game)
- 1932: Luana (Bird of Paradise)
- 1933: Christopher Strong
- 1933: King Kong und die weiße Frau (King Kong)
- 1933: Rebound
- 1933: Our Betters
- 1933: Ich tanze nur für Dich (Dancing Lady)
- 1933: Dinner um acht (Dinner at Eight)
- 1933: Nachtflug (Night Flight)
- 1934: Manhattan Melodrama
- 1934: Schrei der Gehetzten (Viva Villa!)
- 1935: David Copperfield
- 1935: Vanessa: Her Love Story
- 1935: Die öffentliche Meinung (Reckless)
- 1935: Anna Karenina
- 1935: Flucht aus Paris (A Tale of Two Cities)
- 1936: Der kleine Lord (Little Lord Fauntleroy)
- 1936: Der Garten Allahs (The Garden of Allah)
- 1937: Denen ist nichts heilig (Nothing Sacred)
- 1937: Ein Stern geht auf (A Star is Born)
- 1937: Der Gefangene von Zenda (The Prisoner of Zenda)
- 1938: Gauner mit Herz (The Young in Heart)
- 1938: Toms Abenteuer (The Adventures of Tom Sawyer)
- 1939: Ein ideales Paar (Made for Each Other)
- 1939: Vom Winde verweht (Gone With The Wind)
- 1939: Intermezzo (Intermezzo: A Love Story)
- 1940: Rebecca
- 1944: Als du Abschied nahmst (Since You Went Away)
- 1944: Ich werde dich wiedersehen (I'll Be Seeing You)
- 1945: Ich kämpfe um dich (Spellbound)
- 1946: Duell in der Sonne (Duel In The Sun)
- 1947: Der Fall Paradin (The Paradine Case)
- 1948: Jenny (Portrait of Jenny)
- 1949: Der dritte Mann (The Third Man)
- 1950: The Wild Heart (Neubearbeitung des 1950 erschienenen Filmes Gone to Earth)
- 1953: Rom, Station Termini (Stazione Termini)
- 1957: In einem anderen Land (A Farewell to Arms)

## Auszeichnungen (Oscar)
- Oscarverleihung 1937: Nominierung Bester Film Flucht aus Paris
- Oscarverleihung 1938: Nominierung Bester Film Ein Stern geht auf
- Oscarverleihung 1940: Bester Film Vom Winde verweht
- Oscarverleihung 1941: Bester Film Rebecca
- Oscarverleihung 1945: Nominierung Bester Film Als du Abschied nahmst
- Oscarverleihung 1946: Nominierung Bester Film Ich kämpfe um dich
- Oscarverleihung 1939: Nominierung* für den Irving G. Thalberg Memorial Award
- Oscarverleihung 1940: Irving G. Thalberg Memorial Award

(* Die Oscarverleihung 1939 war die einzige, auf der es mehrere Nominierte für den Irving G. Thalberg Memorial Award gab.)